# 徳川斉位
- 徳川 斉位
- 德川 齊位

徳川 斉位（とくがわ なりくら）は、江戸時代後期の武士。御三卿・一橋家の5代当主。妻は11代将軍徳川家斉の娘・永姫（誠順院）。

## 生涯
文政元年（1818年）6月15日、田安家当主・斉匡の第四子として生まれる。母は高月氏。幼名は郁之助、豊之助。
文政8年（1825年）2月6日、一橋家当主・斉礼の養子となり、翌7日に豊之助と改名する。同年3月27日、一橋邸に移る。文政10年（1827年）6月25日に元服し、伯父にあたる将軍・徳川家斉から偏諱を受けて斉位と名乗り、従三位・左近衛権中将兼民部卿に叙される。同年7月27日、神田橋に居を移した。
文政13年／天保元年（1830年）6月14日に養父・斉礼が没したため、同年7月19日、一橋家の当主となる。同6年（1835年）11月15日、将軍家斉の娘・永姫（徳川家慶の妹）と婚姻する。同7年（1836年）2月29日、一橋邸に移る。同年12月1日、参議に任ぜられた。
天保8年（1837年）5月7日、死去。20歳。法号は崇雲院。
天保14年（1843年）4月2日、権中納言が追贈された。
嗣子がなかったため、義兄である家慶の第五子・慶昌が末期養子として跡を継いだ。

## 家族
- 正室：永姫（文政2年1月14日（1819年2月8日）- 明治8年9月23日（1875年9月23日））